# サイエンス
『サイエンス』（英語: Science）は、1880年に創刊され、現在アメリカ科学振興協会（AAAS）によって発行されている科学学術雑誌である。

## 概説
世界で特に権威がある学術雑誌の一つとされている。査読記事が掲載される雑誌であり、週刊で約13万部印刷されている。刊行は米国時間で毎週金曜日に行われる。読者数はオンライン版も合わせて100万人あまりと公表されている。
同誌の主要項目は、原著論文および総説論文である。その他にも科学関連のニュースや意見の掲載を行うこともある。掲載される分野は、科学全般に渡っており、同様の学術雑誌である『ネイチャー』との比較はよく行われる。
発行は、アメリカ科学振興協会が行っているが、論文の投稿に当たっては、協会の会員などである必要はなく、全世界から論文の投稿を受け付けている。掲載基準は厳しく、投稿論文の10%以下しか掲載されず、それらの投稿も査読を経る必要がある。そのために、同誌の権威は高く、学術界において特に引用される雑誌の一つとなっている。
編集部はアメリカ合衆国のワシントンD.C.にあり、第二事務所がイギリスのケンブリッジにある。
また、ライフサイエンス分野の翻訳会社である株式会社アスカコーポレーションが日本における総合代理店業務を行っている。
毎年6月から翌年5月に掲載された研究論文のうち、特に基礎科学の進展に深く貢献するデータや理論、広く影響を及ぼす技術的成果を発表した論文を選定し、その全著者にニューカム・クリーブランド賞が授与される。

## 歴史
1880年にニューヨークのジャーナリスト、ジョン・マイケルズによって創刊された。当初、トーマス・エジソン、後にはグラハム・ベルの資金援助があった。ベルは、1880年に人間の声の記録と再生についての研究を本誌に発表。しかし、十分な購読者を得られなかったために、1882年3月には一旦休刊した。サミュエル・H・スカッダー（Samuel Hubbard Scudder）により1883年に再開され、AAASを含むアメリカの著名な学会の会合について記事を掲載することである程度の成功を収めたが、資金難により1894年には500ドルでジェームズ・キャッテルに売却された。
キャッテルは、1900年にアメリカ科学振興協会と協力関係を築き、サイエンスを協会の定期刊行物とすることに成功した。20世紀初期においては、トーマス・ハント・モーガンの遺伝子の研究やアルバート・アインシュタインの重力レンズの研究、エドウィン・ハッブルの銀河に関する論文が掲載され、同誌の評価を高めた。キャッテルは1944年に亡くなり、同誌の発行権はアメリカ科学振興協会に移った。
キャッテルの死後は一貫した編集者がしばらく決まらなかったが、1956年にグラハム・デュシェーンが編集長に就任した。1962年から1984年までは、物理学者でネプツニウム発見でも知られるフィリップ・アベルソンが編集長を務めた。アベルソンは査読プロセスの効率を改善し、現在の出版方式を定着させた。この間、アポロ計画に関連した論文やエイズの初期報告が掲載された。
1985年から1995年までは、生化学者ダニエル・コシュランド（Daniel E. Koshland, Jr.）が編集長を務めた。1995年から2000年までは神経科学者フロイド・ブルーム（Floyd E. Bloom）が後を引き継いだ。
2000年には生物学者のドナルド・ケネディ（Donald Kennedy）が編集長に就任。2008年3月には生化学者ブルース・アルバーツ（Bruce Alberts）が後を引き継いだ。
2001年2月、ヒトゲノムのドラフト配列解読結果が『ネイチャー』誌とほぼ同時に掲載された。サイエンス誌が掲載したのは Celera Genomics という企業の論文で、『ネイチャー』誌が掲載したのはヒトゲノム計画の論文だった。
尚、2006年6月2日号は「はやぶさ特集号（Special Issue: Hayabusa at Asteroid Itokawa）」と題され、小惑星イトカワの画像が表紙に用いられ、はやぶさのイトカワ探査関連の論文が一挙に7本掲載された。日本発の研究による同誌の特集はこれが初の出来事となった。ちなみに、日本関連ではその後、2007年12月7日号が「ひので特集号」とされ、ひのでの撮影した映像が表紙を飾り、9本の論文が掲載された。
2007年、『ネイチャー』誌と共にアストゥリアス皇太子賞のコミュニケーションおよびヒューマニズム部門を受賞。

## 事件と批判
同誌はヘンドリック・シェーンが52Kで超伝導を観測したとする論文を2000年に掲載したが（Science 288, 2338 (2000)）、2002年、シェーンがデータを捏造していたことが第三者の指摘で判明すると、シェーンが投稿した8本の論文の掲載を取りやめた。
MDMA（「エクスタシー」）の神経毒性に関する2002年に誌上で公表された論文に薬瓶の取り違いに起因するミスがあったことが判明し、論文は2003年に撤回され、議論を引き起こした（MDMAのドーパミン作動性神経毒性についての撤回された論文を参照）。
また、黄禹錫がヒトクローン胚から胚性幹細胞を作ることに成功したとする論文を掲載したが、2006年にソウル大学校が科学における不正行為があったとして論文を撤回したため、同誌も批判されることになった。委員会が設置され、なぜ査読プロセスが騙されたのかを調査し、サイエンス編集部は計画的な不正に対してほとんど無力だったとした。委員会は、投稿された論文を今後議論を呼ぶか否かで分類することを勧めた。そして論争になりそうな論文は、徹底的により多くの人に見てもらうべきだとした。『サイエンス』誌側は、『ネイチャー』誌も似たような掲載基準を採用していたことを示唆している。
当時の編集長のケネディは同社の査読システムを擁護し、不正を見抜くには「コストがかかり、ごくまれにしかいない詐欺師をつかまえるために多くの罪もない科学者に不快な思いをさせることになる」とした。

## オンラインでの閲覧
掲載された論文や記事は一部無料で公開されており、AAAS会員になることで全文を閲覧することができる。記事は、一部のみをオンラインで購入することも可能である。『サイエンス』はAAASが発行する学術誌であり、AAAS会員になるとオンライン全文と冊子を郵送で受け取ることができる。法人の場合は、サイトライセンス契約をすることにより、その機関でのIPアドレスを利用してオンラインの閲覧が可能となる。

## 姉妹誌
- 『サイエンス・シグナリング』（Science Signaling、2007年まではScience's Signal Transduction Knowledge Environment）
- 『サイエンス・トランスレーショナル・メディスン』（Science Translational Medicine）
- 『サイエンス・アドバンシズ』（Science Advances）
- 『サイエンス・イミュノロジー』（Science Immunology）
- 『サイエンス・ロボティクス』（Science Robotics）